# Determinant de Hurwitz
En matemàtiques, els determinants de Hurwitz, introduïts pel matemàtic alemany Adolf Hurwitz el 1895, són una sèrie de determinants que s'utilitzen per donar un criteri a totes les arrels d'un polinomi perquè tinguin una part real negativa.

## Definició
Considerem un polinomi característic {\displaystyle P} en la variable {\displaystyle \lambda } de la manera:
{\displaystyle P(\lambda )=a_{0}\lambda ^{n}+a_{1}\lambda ^{n-1}+\cdots +a_{n-1}\lambda +a_{n}}
on {\displaystyle a_{i}}, {\displaystyle i=0,1,\ldots ,n} son reals.
La matriu de Hurwitz quadrada associada a {\displaystyle P} ve donada com:
{\displaystyle H(p)={\begin{pmatrix}a_{1}&a_{3}&a_{5}&\dots &\dots &\dots &0&0&0\\a_{0}&a_{2}&a_{4}&&&&\vdots &\vdots &\vdots \\0&a_{1}&a_{3}&&&&\vdots &\vdots &\vdots \\\vdots &a_{0}&a_{2}&\ddots &&&0&\vdots &\vdots \\\vdots &0&a_{1}&&\ddots &&a_{n}&\vdots &\vdots \\\vdots &\vdots &a_{0}&&&\ddots &a_{n-1}&0&\vdots \\\vdots &\vdots &0&&&&a_{n-2}&a_{n}&\vdots \\\vdots &\vdots &\vdots &&&&a_{n-3}&a_{n-1}&0\\0&0&0&\dots &\dots &\dots &a_{n-4}&a_{n-2}&a_{n}\end{pmatrix}}.}
El determinant de Hurwitz nombre {\displaystyle i} és el determinant del primer menor nombre {\displaystyle i} de la matriu de Hurwitz {\displaystyle H}. Els tres primers determinants de Hurwitz són:
{\displaystyle {\begin{aligned}\Delta _{1}(p)&={\begin{vmatrix}a_{1}\end{vmatrix}}&&=a_{1}>0\\[2mm]\Delta _{2}(p)&={\begin{vmatrix}a_{1}&a_{3}\\a_{0}&a_{2}\\\end{vmatrix}}&&=a_{2}a_{1}-a_{0}a_{3}>0\\[2mm]\Delta _{3}(p)&={\begin{vmatrix}a_{1}&a_{3}&a_{5}\\a_{0}&a_{2}&a_{4}\\0&a_{1}&a_{3}\\\end{vmatrix}}&&=a_{3}\Delta _{2}-a_{1}(a_{1}a_{4}-a_{0}a_{5})>0\end{aligned}}}
Existeixen {\displaystyle n} determinants de Hurwitz per a un polinomi característic de grau {\displaystyle n}.